# دین بابلی
کیش بابلی آیین‌های دینی بابل است. اساطیر بابلی بسیار تحت تأثیر همتایان سومریشان قرار گرفته‌اند و بر روی لوح‌های سفالی نوشته شده با خط میخی مشتق از خط میخی سومری نوشته شده‌اند. این افسانه‌ها بیشتر یا به زبان سومری یا اکدی نوشته می‌شدند. برخی از نوشته‌های بابلی از زبان سومری نوشته‌های قبلی به اکدی برگردانده شدند، اگرچه نام برخی از خدایان تغییر کرده‌است.
باور بر این است که برخی از داستانهای تنخ از افسانه‌های کهن ای خاورمیانه تأثیر یا الهام گرفته‌اند و شاید بر اساس آنها باشند.

## اسطوره‌شناسی و کیهان‌شناسی

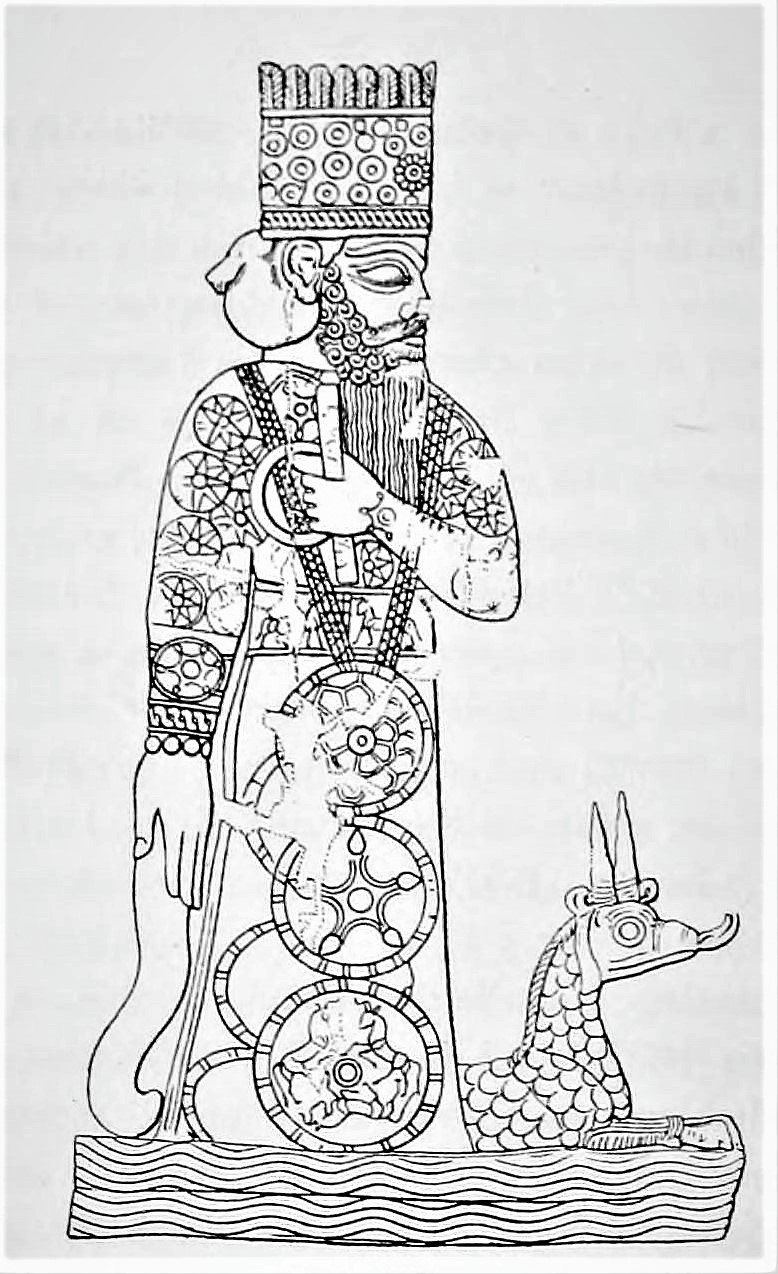
مردوک و حیوانه خانگی اش.

اسطوره‌های بابلی بسیار تحت تأثیر آیین سومری قرار گرفتند و بر روی لوح‌های سفالی نوشته شده با خط میخی مشتق از میخی سومری نوشته شده‌اند. این افسانه‌ها معمولاً یا به زبان سومری یا اکدی نوشته می‌شدند. برخی از نوشته‌های بابلی از زبان سومری نوشته‌های متقدم به زبان آکدی ترجمه شده‌اند، اگرچه نام برخی از خدایان در نوشته‌های بابلی تغییر یافته‌است.
بسیاری از خدایان بابلی، اسطوره‌ها و نوشته‌های دینی در این فرهنگ‌ها منحصر به همان فرهنگ هستند. برای نمونه، خدای منحصر به فرد بابلی، مردوک، جایگزین انلیل شده‌است. انوما الیش، یک حماسه اسطوره آفرینش اصیل بابلی بوده‌است.

## جشنواره‌های کیشی و دینی

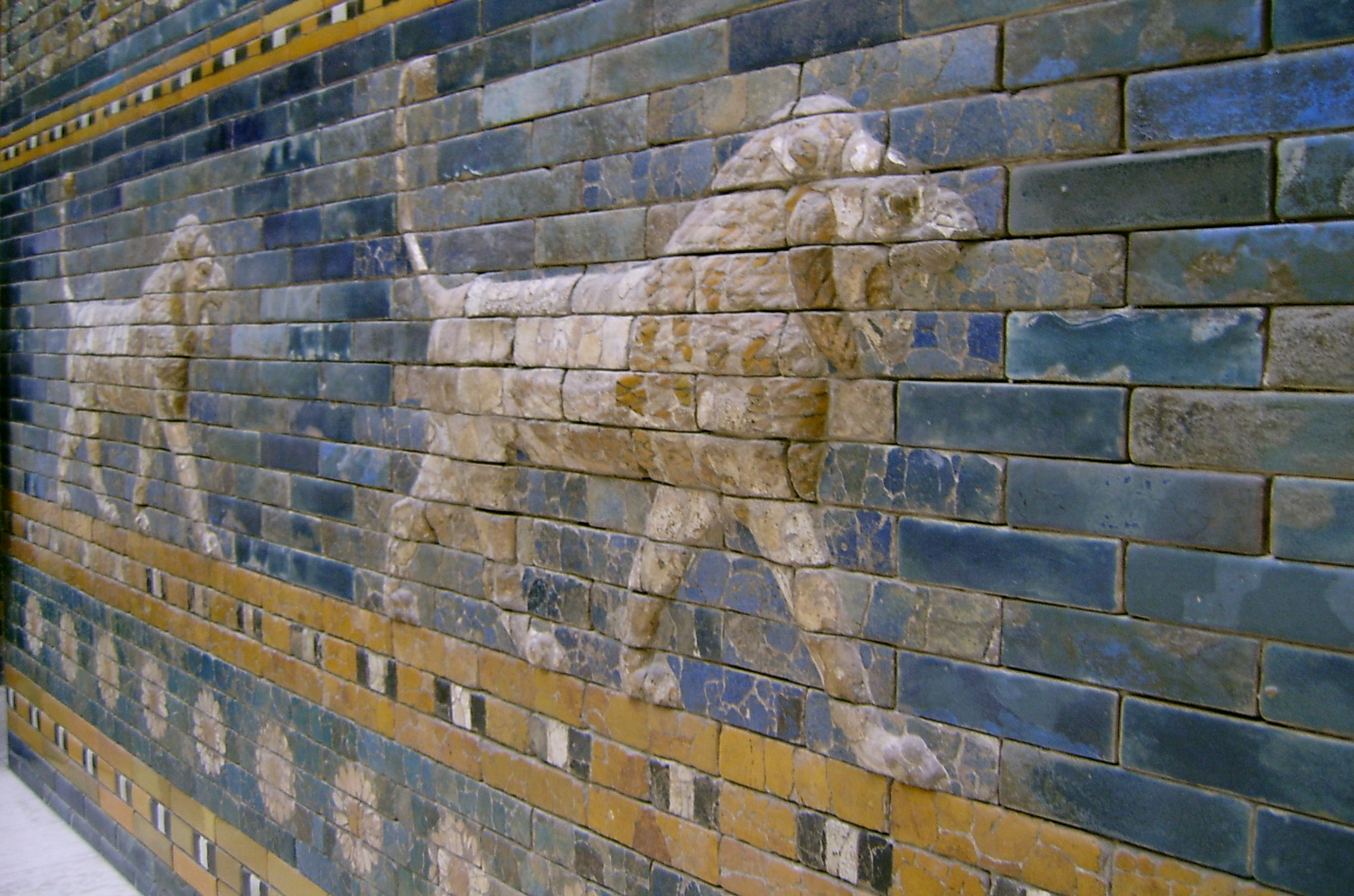
نگاره برجسته، بخشی از دروازه ایشتار بابلی

قطعات مربوط به دوره بابل نو مجموعه ای از روزهای جشن را که سال نو را جشن می‌گیرند، در بر می‌گیرد. این جشنواره در نخستین روز از نخستین ماه بابل، نیسانو، کم و بیش برابر با ماه آوریل / مه در تقویم میلادی، آغاز می‌شود. این جشنواره، بازآفرینش زمین را جشن می‌گیرد، که از داستان خلقت مردوک متأثر از انوما الیش گرفته شده‌است.

## اهمیت بت‌ها
در کیش بابل، پرستش تندیس‌های خدایان مقدس شمرده می‌شد. خدایان همزمان در تندیس‌های خود در پرستش‌گاه‌ها و در نیروهای طبیعی زندگی می‌کردند.

## خدایان بابلی
بابل بیشتر بر خدای مردوک تمرکز داشت که خدای مردمی/ملی امپراتوری بابل است. با این وجود، خدایان دیگری نیز بودند که مورد پرستش قرار می گرفتندو شمارشان هفت تا بود:
- اوتو
- نانا-سوئن

## برای مطالعهٔ بیشتر
- Renger, Johannes (1999), "Babylonian and Assyrian Religion",  in Fahlbusch, Erwin (ed.), Encyclopedia of Christianity, vol. 1, Grand Rapids: Wm. B. Eerdmans, pp. 177–178, ISBN 0-8028-2413-7